# Нисходящий синтаксический анализ
Нисходящий синтаксический анализ (англ. top-down parsing) — это один из методов определения принадлежности входной строки к некоторому формальному языку, описанному LL(k) контекстно-свободной грамматикой. Это класс алгоритмов грамматического анализа, где правила формальной грамматики раскрываются, начиная со стартового символа, до получения требуемой последовательности токенов.

## Идея метода
Для каждого нетерминального символа K строится функция, которая для любого входного слова x делает 2 вещи:
- Находит наибольшее начало z слова x, способное быть началом выводимого из K слова
- Определяет, является ли начало z выводимым из K

Такая функция должна удовлетворять следующим критериям:
- считывать из ещё необработанного входного потока максимальное начало A, являющегося началом некоторого слова, выводимого из K
- определять является ли A выводимым из K или просто невыводимым началом выводимого из K слова

В случае, если такое начало считать не удается (и корректность функции для нетерминала K доказана), то входные данные не соответствуют языку, и следует остановить разбор.
Разбор заключается в вызове описанных выше функций. Если для считанного нетерминала есть составное правило, то при его разборе будут вызваны другие функции для разбора входящих в него терминалов. Дерево вызовов, начиная с самой «верхней» функции эквивалентно дереву разбора.
Наиболее простой и «человечный» вариант создания анализатора, использующего метод рекурсивного спуска, — это непосредственное программирование по каждому правилу вывода для нетерминалов грамматики.

## Условия применения
Пусть в данной формальной грамматике N — это конечное множество нетерминальных символов; Σ — конечное множество терминальных символов, тогда метод рекурсивного спуска применим только, если каждое правило этой грамматики имеет следующий вид:
- или {\displaystyle A\rightarrow \alpha }, где {\displaystyle \alpha \subset (\Sigma \cup N)*}, и это единственное правило вывода для этого нетерминала
- или {\displaystyle A\rightarrow a_{1}\alpha _{1}|a_{2}\alpha _{2}|...|a_{n}\alpha _{n}} для всех {\displaystyle i=1,2...n;a_{i}\neq a_{j},i\neq j;\alpha \subset (\Sigma \cup N)*}

## Алгоритмы нисходящего разбора
- Рекурсивный нисходящий парсер (Метод рекурсивного спуска)
- LL-парсер (LL-анализатор)
- Парсер старьёвщика (en:Packrat parser)